# Рудольф Зойменіхт
Рудольф Зойменіхт (нім. Rudolf Säumenicht; 13 лютого 1916 — 26 серпня 1944) — офіцер військ СС, гауптштурмфюрер СС. Кавалер Лицарського хреста Залізного хреста.

## Нагороди[1]
- Медаль «У пам'ять 13 березня 1938 року»
- Медаль «У пам'ять 1 жовтня 1938»
- Штурмовий піхотний знак в бронзі
- Нагрудний знак «За поранення» в сріблі
- Залізний хрест 2-го і 1-го класу
- Німецький хрест в золоті (14 квітня 1943) — як оберштурмфюрер СС 6-ї роти стрілецького полку СС «Туле» підрозділів «Мертва голова».
- Лицарський хрест Залізного хреста (13 жовтня 1943) — як гауптштурмфюрер СС і командир 2-ї роти 3-го танкового полку СС «Мертва голова».